# Caupenne-d’Armagnac
Caupenne-d’Armagnac település Franciaországban, Gers megyében. Lakosainak száma 446 fő (2022. január 1.). Caupenne-d’Armagnac Arblade-le-Haut, Laujuzan, Magnan, Nogaro, Panjas, Sainte-Christie-d’Armagnac és Salles-d’Armagnac községekkel határos.

## Népesség
A település népességének változása:
| Lakosok száma | 404  | 351  | 357  | 427  | 420  | 427  | 424  | 429  | 435  | 446  |
|               | 1968 | 1982 | 1990 | 2006 | 2013 | 2015 | 2017 | 2019 | 2020 | 2022 |